# حزب صلح و وحدت ملی افغانستان
حزب صلح و وحدت ملی افغانستان یک حزب سیاسی در افغانستان است. این حزب توسط فرمانده اسبق حزب اسلامی، عبدالقادر امامی غوری تأسیس شده است.
غوری در سال ۲۰۰۵ از سمت رهبری این حزب برداشته شد و نثار احمد احمدزی جایگزین وی شد. 